# Silvana Pampanini
Silvana Pampanini (Rome, 25 september 1925 – aldaar, 6 januari 2016) was een Italiaanse actrice.

## Biografie
Pampanini werd in 1946 verkozen tot Miss Italia. Eerst werd Rossana Martini uitgeroepen tot winnares. Door de populariteit van Pampanini werden Martini en Pampanini later ex aequo tot Miss Italia uitgeroepen. Een jaar later startte Pampanini haar acteercarrière. In haar beginjaren speelde ze onder meer met Totò en Sophia Loren. Pampanini verscheen ook in Franse films, zoals La loi des rues met Jean-Louis Trintignant. 
Pampagnini overleed begin 2016 op 90-jarige leeftijd in Rome.
- Biblioteca Nacional de España: XX1224899
- Bibliothèque nationale de France: cb14041123q (data)
- Gemeinsame Normdatei: 119496747
- International Standard Name Identifier: 0000 0000 7823 4692
- Library of Congress Control Number: nr97003828
- Istituto Centrale per il Catalogo Unico: RAVV091254
- Système universitaire de documentation: 140385401
- Virtual International Authority File: 22343074
- WorldCat: E39PBJyWVYYPcb4YR7HBr3jwG3